# تبديل (فلم)
تبديل  (بالإنجليزية: The Switch) هو فيلم كوميدي تم إنتاجه في الولايات المتحدة وصدر في سنة 2010. الفيلم من إخراج جوش جوردون من بطولة جينيفر أنيستون وجيسن بيتمان وباتريك ويلسون وجوليت لويس وجيف غولدبلوم.

## القصة
تدور قصة الفيلم حول امرأة جميلة في ريعان شبابها تقرر الإنجاب بطريقة التلقيح الصناعي، إلا أنها تفاجأ أن المتبرع ليس هو والد الطفل بالفعل.

## الميزانية والإيرادات
بلغت تكلفة إنتاج الفيلم حوالي 19 مليون دولار بينما حقق أرباحا تقدر بـ 49,830,607 دولار.

## وصلات خارجية
- مقالات تستعمل روابط فنية بلا صلة مع ويكي بيانات